# ダイアリー-車いすの青春日記-
『ダイアリー‐車いすの青春日記‐』（ダイアリー くるまいすのせいしゅんにっき）は、1988年2月16日に日本テレビ系列のカネボウヒューマンスペシャル枠で放送されたテレビドラマ。
原作は第8回読売女性ヒューマン・ドキュメンタリー大賞・優秀賞を受賞した、板見陽子の同名小説。

## あらすじ
幼少期に冒された高熱により、両手両足が麻痺してしまった中学3年生の尾形翔子。普通高校への進学を希望するも、受験予定校から入学拒否の返事が来てしまう。

## 受賞
- 第36回日本民間放送連盟賞 テレビドラマ部門 優秀賞[4]
- 第14回放送文化基金賞 テレビドラマ番組 番組部門 奨励賞[5]
- 1987年度児童福祉文化賞 中央児童福祉審議会特別推薦 放送（テレビ番組）部門[1]

## 出演者
- 尾形翔子 - 長谷川真弓
- 美代子（母） - 佐久間良子
- 哲二（父） - 河原崎長一郎
- 園田（理科担当教師） - 柳葉敏郎
- 鎌田（担任教師） - 所ジョージ
- 宮崎美子
- 鈴木保奈美
- 尾羽智加子
- 林泰文
- 山崎満
- 佐藤晃市
- 江夏豊

## その他
- 主演を演じた長谷川は、本作をきっかけに原作者の板見と交流を始め、2016年の年賀状のやり取りまで続いた。しかし、同年3月に板見は急逝したことが長谷川の公式ブログに記されている[6]。